# Чуга (присілок)
Чуга́ (рос. Чуга) — присілок у складі Катайського району Курганської області, Росія. Входить до складу Нікітинської сільської ради.
Населення — 35 осіб (2010, 33 у 2002).
Національний склад станом на 2002 рік: росіяни — 94 %.